# Ergue-te
O Ergue-te (E), fundado como Partido Nacional Renovador (PNR), foi um partido político português ultranacionalista de extrema-direita. O seu lema era Nação e Trabalho e um dos seus objetivos consistia na valorização de um espírito nacionalista português. O partido resultava legalmente da alteração de estatutos aprovada na VII Convenção Nacional do antigo Partido Renovador Democrático (PRD) requerida em 17 de Março de 2000 e validada pelo Tribunal Constitucional a 12 de abril de 2000. Esta alteração implicou na mudança de nome, sigla e símbolo do partido para os então adotados pelo PNR. O seu último presidente foi, desde 15 de dezembro de 2024 e até à dissolução do partido, Rui Fonseca e Castro.
A extinção do partido foi anunciada a 12 de junho de 2025 por Rui Fonseca e Castro após o partido ter falhado em apresentar o relatório de contas por 3 anos consecutivos.  

## História
A 10 de julho de 2020, com vista a alterar a sua imagem pública e a desfazer equívocos decorrentes da confusão de siglas entre PNR e PDR — o antigo Partido Democrático Republicano, atualmente designado Alternativa Democrática Nacional —, passou a designar-se Ergue-te, com a sigla E, alteração que foi aceite e registada pelo Tribunal Constitucional na sequência de deliberação tomada pelo Conselho Nacional do PNR a 23 de novembro de 2019.
O partido também é descrito como islamofóbico e oposto à adesão de Portugal à NATO.
Por falha na apresentação das contas relativas aos anos 2019, 2020 e 2021, o partido foi extinto a 12 de junho de 2025.

## Aparições públicas
O E tem estado envolvido em várias polémicas. Em 2006, envolveram-se na manifestação dos agentes das forças de segurança contra o governo, levando-a quase à suspensão. A notícia do Diário de Notícias sobre participação do então PNR foi a seguinte:
"Foi a confusão total. Já passavam quase 120 minutos da hora marcada para o início do desfile dos agentes das forças de segurança contra a política do Governo quando os organizadores chegaram ao Marquês de Pombal para avisar que, afinal, não ia haver manifestação. Com o argumento de que os agentes da PSP, da GNR, da Polícia Marítima e dos Serviços de Estrangeiros e Fronteiras se recusavam a "desfilar ao lado dos neonazis" (e representantes do Partido Nacional Renovador) que se tinham concentrado naquele local para participar na manifestação. E com receio de que ocorressem conflitos entre os dois lados. A decisão dos organizadores da manifestação - a Comissão Coordenadora Permanente de Sindicatos e Associações das Forças e Serviços de Segurança - enfureceu os agentes das várias forças policiais. Os protestos aumentaram de tom, a confusão gerou-se e, de repente, quando menos se esperava, os elementos das forças de segurança passaram por cima da decisão da organização e começaram a desfilar. A Comissão Coordenadora tinha perdido o controlo da situação. E o desfile fez-se, de facto, até ao Terreiro do Paço, onde está instalado o Ministério da Administração Interna. Aí, os agentes exigiram mudanças do sistema de saúde, na aposentação e melhores condições de trabalho. Os militantes de extrema-direita, após terem tido um palco para falar aos media começaram a dispersar, vendo-se ao longo do desfile um grupo aqui outro acolá. Mas não seguiram a manifestação atrás das forças policiais."

## Juventude Nacionalista
Desde o início do ano de 2006, tem procurado recrutar jovens estudantes em escolas secundárias e em estabelecimentos do ensino superior. Esta situação despertou mais uma vez a atenção das autoridades, que enviaram um relatório aos ministros da Educação e da Administração Interna. Segundo o relatório, apesar de o então PNR ser um partido legalizado, existe um risco efetivo de transmissão aos jovens de ideias de caráter xenófobo, potenciadoras de violência.
O líder da Juventude confirmou este recrutamento, refutando, no entanto, a transmissão aos jovens de mensagens de natureza criminal ou violenta.
Após a mudança de nome do partido em 2020, a juventude partidária do Ergue-te passou a ser intitulada "Ala dos Namorados", nome inspirado na ala direita do exército português na Batalha de Aljubarrota.

## Controvérsias
Alguns ex-membros seus foram condenados por discriminação racial e crimes violentos como, entre outros, o assassinato dum dirigente do PSR (José Carvalho) e dum jovem cabo-verdiano (Alcindo Monteiro), depois de terem sido ligados a grupos de extrema-direita armados como a Frente Nacional e os Hammerskin portugueses. No entanto, a forma de atuação destes grupos levou a um afastamento do então PNR em relação aos mesmos.
Em 2007, os Gato Fedorento provocaram o PNR ao publicar um cartaz satírico, na Rotunda do Marquês, ao lado de um cartaz do PNR contra a imigração. O cartaz gerou polémica, incluindo ameaças de nacionalistas aos humoristas portugueses. Apesar do protesto do Bloco de Esquerda favorável à manutenção do cartaz humorístico, o cartaz acabou por ser removido pela Câmara Municipal de Lisboa devido a ser ilegal, tendo sido colocado durante a noite. Entretanto, o PNR colocou um novo cartaz, igual ao original, para substituir o cartaz vandalizado. Os custos foram pagos pelos militantes e, inclusive, fizeram a guarda noturna do cartaz para que não voltasse a ser vandalizado.

## Resultados eleitorais

### Eleições legislativas
| Data | Líder                  | Cl.  | Votos  | %             | +/-     | Mandatos | +/-     | Status            |
| ---- | ---------------------- | ---- | ------ | ------------- | ------- | -------- | ------- | ----------------- |
| 2002 | António Cruz Rodrigues | 10.º | 4 712  | 0,09 / 100,00 |         | 0 / 230  |         | Extra-parlamentar |
| 2005 | José Pinto Coelho      | 9.º  | 9 374  | 0,16 / 100,00 | 0,07    | 0 / 230  | Estável | Extra-parlamentar |
| 2009 | José Pinto Coelho      | 12.º | 11 628 | 0,20 / 100,00 | 0,04    | 0 / 230  | Estável | Extra-parlamentar |
| 2011 | José Pinto Coelho      | 10.º | 17 742 | 0,32 / 100,00 | 0,12    | 0 / 230  | Estável | Extra-parlamentar |
| 2015 | José Pinto Coelho      | 9.º  | 27 269 | 0,50 / 100,00 | 0,18    | 0 / 230  | Estável | Extra-parlamentar |
| 2019 | José Pinto Coelho      | 13.º | 17 126 | 0,33 / 100,00 | 0,17    | 0 / 230  | Estável | Extra-parlamentar |
| 2022 | José Pinto Coelho      | 19.º | 5 236  | 0,09 / 100,00 | 0,24    | 0 / 230  | Estável | Extra-parlamentar |
| 2024 | José Pinto Coelho      | 16.º | 6 034  | 0,09 / 100,00 | Estável | 0 / 230  | Estável | Extra-parlamentar |
| 2025 | Rui Fonseca e Castro   | 14.º | 9 190  | 0,15 / 100,00 | 0,06    | 0 / 230  | Estável | Extra-parlamentar |

### Eleições europeias
| Data | Cabeça de lista           | Cl.  | Votos  | %             | +/-  | Deputados | +/-     |
| ---- | ------------------------- | ---- | ------ | ------------- | ---- | --------- | ------- |
| 2004 | Paulo Rodrigues           | 11.º | 8 405  | 0,25 / 100,00 |      | 0 / 24    |         |
| 2009 | Humberto Nuno de Oliveira | 12.º | 13 214 | 0,37 / 100,00 | 0,12 | 0 / 22    | Estável |
| 2014 | Humberto Nuno de Oliveira | 12.º | 15 036 | 0,46 / 100,00 | 0,09 | 0 / 21    | Estável |
| 2019 | João Patrocínio           | 13.º | 16 165 | 0,49 / 100,00 | 0,03 | 0 / 21    | Estável |
| 2024 | Rui Fonseca e Castro      | 11.º | 8 540  | 0,22 / 100,00 | 0,27 | 0 / 21    | Estável |

### Eleições autárquicas
(Resultado que excluem os resultados de coligações envolvendo o partido)
| Data | Cl.  | Votos | %             | +/-  | Presidentes CM | +/-     | Vereadores | +/-     | Assembleias Municipais | +/-           | Assembleias de Freguesias | +/-           |
| ---- | ---- | ----- | ------------- | ---- | -------------- | ------- | ---------- | ------- | ---------------------- | ------------- | ------------------------- | ------------- |
| 2001 | 16.º | 877   | 0,02 / 100,00 |      | 0 / 308        |         | 0 / 2 044  |         | 0 / 6 876              |               | Não concorreu             | Não concorreu |
| 2005 | 11.º | 1 752 | 0,03 / 100,00 | 0,01 | 0 / 308        | Estável | 0 / 2 046  | Estável | Não concorreu          | Não concorreu | 0 / 34 498                |               |
| 2009 | 14.º | 1 202 | 0,02 / 100,00 | 0,01 | 0 / 308        | Estável | 0 / 2 078  | Estável | 0 / 6 946              | Estável       | 0 / 34 672                | Estável       |
| 2013 | 16.º | 3 002 | 0,06 / 100,00 | 0,04 | 0 / 308        | Estável | 0 / 2 086  | Estável | 0 / 6 487              | Estável       | 0 / 27 167                | Estável       |
| 2017 | 16.º | 4 740 | 0,09 / 100,00 | 0,03 | 0 / 308        | Estável | 0 / 2 074  | Estável | 0 / 6 461              | Estável       | 0 / 27 019                | Estável       |
| 2021 | 18.º | 551   | 0,01 / 100,00 | 0,08 | 0 / 308        | Estável | 0 / 2 064  | Estável | 0 / 6 448              | Estável       | 0 / 26 790                | Estável       |

### Eleições regionais

#### Região Autónoma da Madeira
| Data | Líder         | Cl.           | Votos         | %             | +/-           | Deputados     | +/-           | Status            | Notas         |               |
| ---- | ------------- | ------------- | ------------- | ------------- | ------------- | ------------- | ------------- | ----------------- | ------------- | ------------- |
| 2015 | Álvaro Araújo | 10.º          | 1 052         | 0,82 / 100,00 |               | 0 / 47        |               | Extra-parlamentar |               |               |
| 2019 | Álvaro Araújo | 17.º          | 274           | 0,19 / 100,00 | 0,63          | 0 / 47        | Estável       | Extra-parlamentar |               |               |
| 2023 | Não concorreu | Não concorreu | Não concorreu | Não concorreu | Não concorreu | Não concorreu | Não concorreu | Não concorreu     | Não concorreu | Não concorreu |

## Presidentes
- António Cruz Rodrigues (abril de 2000 – julho de 2005)
- José Pinto Coelho (julho de 2005 – dezembro de 2024)
- Rui Fonseca e Castro (dezembro de 2024 – junho de 2025)

## Símbolos do partido

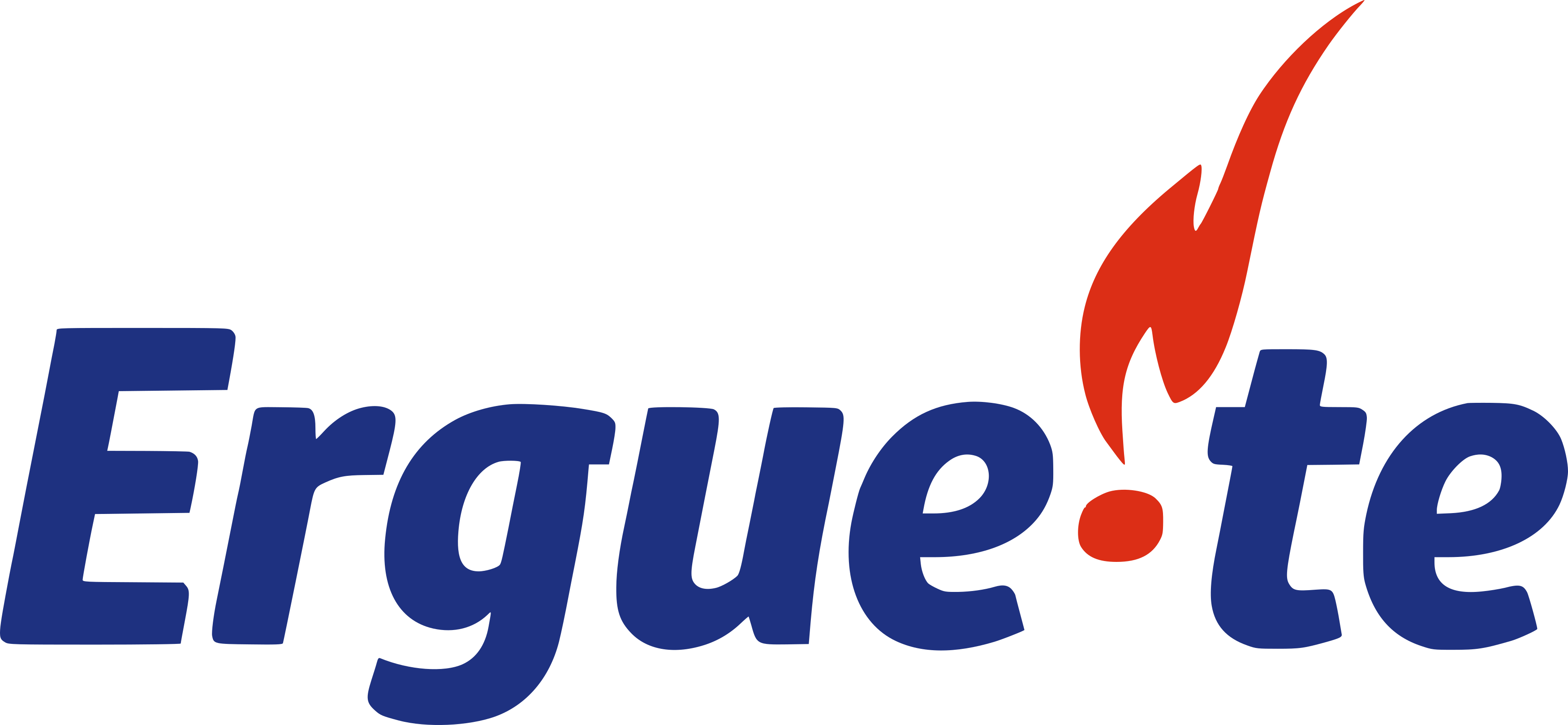
Símbolo atual desde 2020
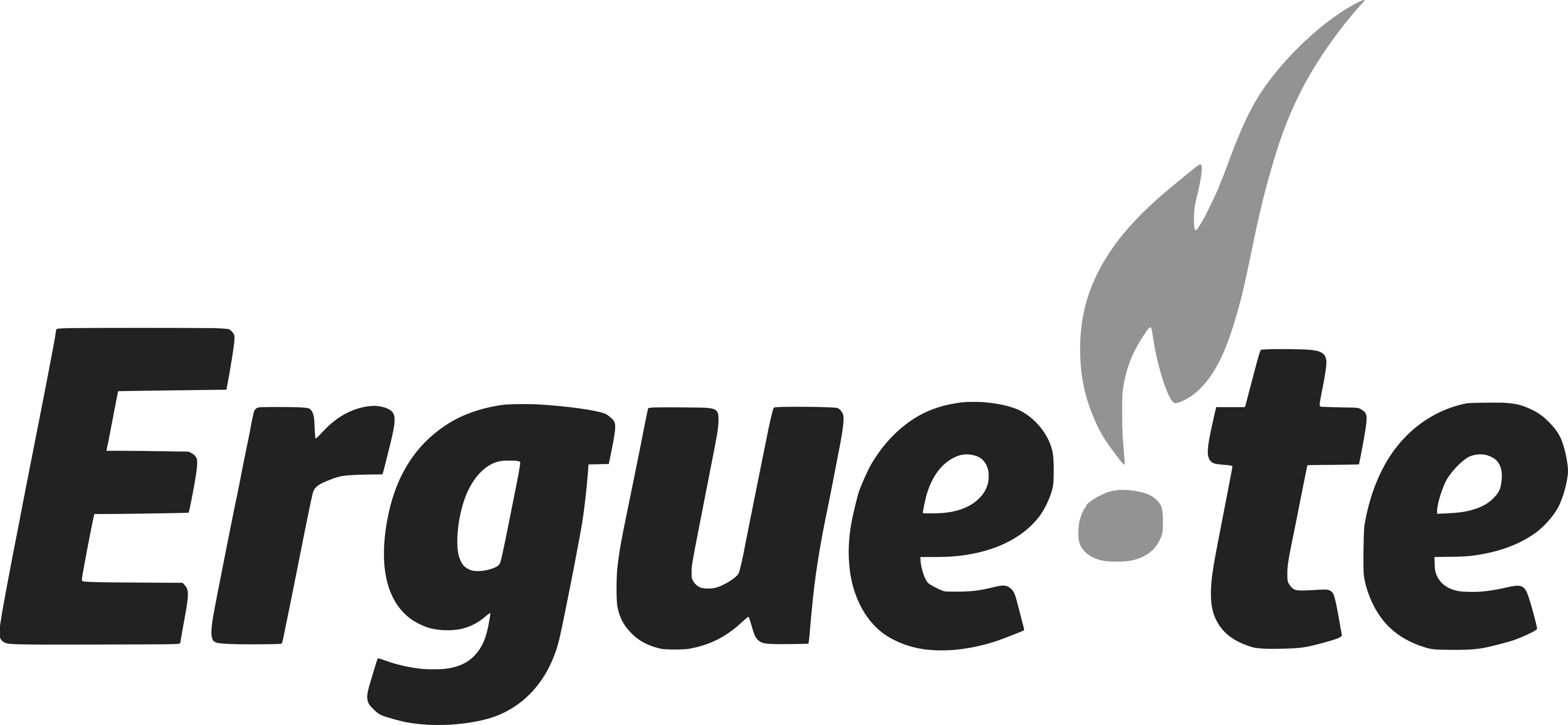
Símbolo nos boletins de voto
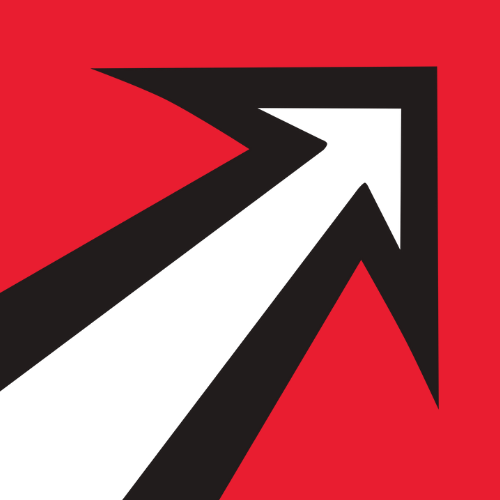
Símbolo da Juventude Nacionalista